# Bulbostylis viridicarinata
Bulbostylis viridicarinata är en halvgräsart som först beskrevs av De Wild., och fick sitt nu gällande namn av Paul Goetghebeur. Bulbostylis viridicarinata ingår i släktet Bulbostylis och familjen halvgräs. Inga underarter finns listade i Catalogue of Life.